# Santa-Reparata-di-Balagna
Santa-Reparata-di-Balagna (kors. Santa Riparata di Balagna) – miejscowość i gmina we Francji, w regionie Korsyka, w departamencie Górna Korsyka.
Według danych na rok 1990 gminę zamieszkiwały 784 osoby, a gęstość zaludnienia wynosiła 77 osób/km².